# Arquitetura contemporânea em Portugal

## Início
Não existe data específica para o arranque da arquitectura contemporânea em Portugal. Os registos dos primeiros sinais que a identificam, apontam para uma época ligeiramente anterior a 1950. No entanto é sempre referenciado o acontecimento político do 25 de Abril de 1974 como data “oficial” a partir da qual foi impulsionada a corrente.
O "Inquérito à Arquitectura Popular em Portugal" marcou a arquitectura contemporânea dos anos 60.

## Arquitectos contemporâneos portugueses
As obras de Álvaro Siza Vieira, Carrilho da Graça, António Maria Braga, Gonçalo Byrne, Fernando Távora, Eduardo Souto Moura, entre outros, têm as suas obras espalhadas um pouco por todo o país.
O surgimento das novas gerações de arquitectos veio a introduzir um alargar de tendências arquitectónicas progressiva com maior ou menor recurso aos traços que já caracterizam a arquitectura contemporânea em Portugal.

## Outras categorias
Entre as grandes categorias do desconstrutivismo, do minimalismo ou da arquitectura magistral e única dos Mestres, cruzam-se, encontram-se fundem-se, obstruem-se, descobrem-se modos de afrontar a arquitectura contemporânea Portuguesa dificilmente integráveis nalguma categoria mas o carácter e linguagem das obras características da corrente, mais do que evidenciar divisões geracionais, exprimem atitudes diversificadas em função das diferentes tendências que atravessam a cultura arquitectónica contemporânea portuguesa.

## Gerações de arquitectura contemporânea
A arquitectura contemporânea cruza várias gerações em simultâneo que marcaram e continuam a marcar e subdividir a corrente actual, desde meados do século XX até aos nossos dias. Jorge Ferreira Chaves, Manuel Taínha, Fernando Távora, Vítor Figueiredo, Álvaro Siza, Gonçalo Byrne, Eduardo Souto Moura, António Maria Braga e Carrilho da Graça caracterizaram-se pelo exercício da profissão desenvolvido em atelier próprio, atribuindo à arquitectura contemporânea o selo da individualidade. Individualidade arquitectónica que abriu alas a uma maior interacção interdisciplinar.

## Contemporaneidade e inovação
Assiste-se hoje, em Portugal, a um fenómeno complementar e inovador no âmbito da arquitectura contemporânea portuguesa que contrapõe a, conceitos velhos e conservadores de tradições e modos de operar, a uma intenção afirmada, ainda com alguma timidez, de inovar o espaço e construí-lo com conceitos, materiais e técnicas que permitam viver em pleno a contemporaneidade.
A sociedade contemporânea ditou progressivamente, através de uma sucessão de acontecimentos caracterizados pela emergência da performance e voluntarismo mediático, uma corrente arquitectónica alimentada pelo modus vivendi alterando a dimensão do habitar e ocupar a arquitectura.

## Construções no estilo
Um pouco por todo o país, existem diversos exemplos, unss mais famosos que outros, de arquitectura contemporânea portuguesa, como o Museu de Arte Contemporânea de Serralves, a Casa das Artes, a Casa do Cinema e a Torre do Burgo, o Museu da Arte, Arquitectura e Tecnologia e o terminal de cruzeiros de Lisboa.